# Villel
Villel község Spanyolországban, Teruel tartományban. Lakosainak száma 337 fő (2024).

## Fekvése
A tengerszint felett 833 m magasságban fekvő település. 

## Népesség
A település népessége az utóbbi években az alábbiak szerint változott:
| Lakosok száma | 332  | 354  | 367  | 382  | 347  | 348  | 330  | 329  | 329  | 337  |
|               | 2001 | 2004 | 2007 | 2009 | 2012 | 2014 | 2017 | 2019 | 2022 | 2024 |